# Георг Вауе
Георг Вауе (нім. Georg Waue; 1 лютого 1901, Мюнстер, Німецька імперія — 8 травня 1945, Пула, Югославія) — німецький офіцер, контрадмірал крігсмаріне (1 березня 1945). Кавалер Німецького хреста в золоті.

## Біографія
1 липня 1918 року вступив на службу у ВМФ кадетом. Закінчив військово-морську школу у Фленсбурзі-Мюрвіку. Учасник Першої світової війни, з 1 жовтня по 30 листопада 1918 року служив на лінійному кораблі «Сілезія». З 5 травня 1919 року служив у 3-й морській бригаді, з 1 липня 1920 року — в корабельній кадрованій дивізії «Остзеї». Потім служив у військово-морській школі в Мюрвіку та на навчальному тендері «Ніоба». 15 березня 1922 року переведений на службу у відділ зв'язку ВМС, а 1 травня 1922 року — на крейсер «Медуза». 29 вересня 1925 року переведений у міноносний флот. З 26 вересня 1928 року — 1-й прапор-лейтенант командування флоту. З 3 жовтня 1931 року — командир міноносця Т-151. З 29 вересня 1933 року — командир роти військово-морського училища в Мюрвіку, з 30 квітня 1935 року — 1-го навчального унтерофіцерського батальйону. З 28 вересня 1935 року — референт ОКМ. 5 травня 1938 року призначений командиром 4-ї, 4 квітня 1939 року — 6-ї флотилії міноносців. З 4 березня 1940 — 2-й, з 6 червня 1941 року — 1-й офіцер Адмірал-штабу в штабі Командування групи ВМС «Захід», з 2 березня 1943 року — «Північ», одночасно з 10 березня 1942 року — в штабі флоту. З 4 листопада 1943 року — начальник штабу командувача-адмірала на Егейському морі. 25 листопада 1944 року призначений комендантом укріпленого району Пула в Істрії. 8 травня 1945 року був схоплений югославськими партизанами-комуністами і того ж дня застрелений.

## Нагороди
- Сілезький Орел 2-го ступеня
- Хрест Левенфельда 2-го і 1-го класу
- Почесний хрест ветерана війни (2 березня 1935)
- Медаль «За вислугу років у Вермахті» 4-го, 3-го і 2-го класу (18 років; 2 жовтня 1936) — отримав 3 нагороди одночасно.
- Залізний хрест
  - 2-го класу (жовтень 1939)
  - 1-го класу (23 лютого 1940)
- Медаль «У пам'ять 22 березня 1939 року» (1 березня 1940)
- Нагрудний знак есмінця
- Німецький хрест в золоті (12 грудня 1943)